# Lubomír Adler
Lubomír Adler (* 9. března 1972 v Kuřimi) je bývalý československý fotbalista, útočník.

## Fotbalová kariéra
V československé lize nastoupil za Zbrojovku Brno v 1 utkání (30. září 1990 v Brně proti DAC Dunajská Streda), neskóroval. Ze Zbrojovky Brno odešel do Drnovic, odtud hostoval ve Frýdku-Místku. Později hrál i za Fotbal Poruba, SK Rapid Muglinov, FC Hlučín a SK Beskyd Čeladná. Po skončení aktivní kariéry se věnuje trénování, vedl FK SK Polanka nad Odrou a FC Odra Petřkovice v Moravskoslezském krajském přeboru, dělal asistenta ve Frýdku-Místku a vedl ostravský dorost. V sezoně 2016/17 byl druhým asistentem Martina Zbončáka v FK Fotbal Třinec. Na podzim 2017 krátce vedl druholigové Vítkovice, vystřídal jej Ludevít Grmela.

## Ligová bilance
| Ročník                                   | Zápasy | Góly | Minuty | Klub              |
| ---------------------------------------- | ------ | ---- | ------ | ----------------- |
| 1. československá fotbalová liga 1990/91 | 1      | 0    | 26     | FC Zbrojovka Brno |
| CELKEM                                   | 1      | 0    | 26     |                   |